# Miami Heat

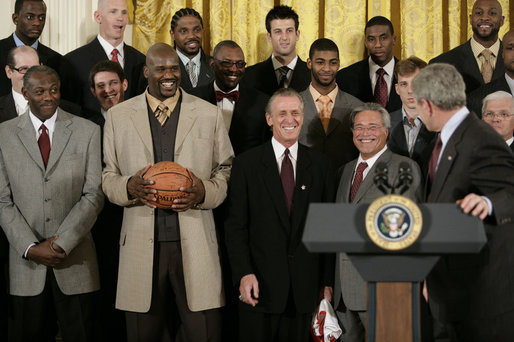
Miami Heat z wizytą u prezydenta George’a W. Busha

Miami Heat – amerykański klub koszykarski z siedzibą w Miami grający w lidze NBA. Klub powstał z inicjatywy Billa Cunninghama, który znalazł inwestorów w osobach Zeva Bufmana, Teda Arisona i Lewisa Schuffela. Zespół występuje w Konferencji Wschodniej w dywizji południowo-wschodniej. Swoje mecze rozgrywa w hali Kaseya Center zlokalizowanej w centrum Miami. Właścicielem klubu jest Micky Arison, prezesem Pat Riley, a trenerem Erik Spoelstra. 
Klub został założony w 1988 roku. Jest jednym z dwóch zespołów, obok Orlando Magic, który reprezentuje stan Floryda w NBA. W ciągu 31 sezonów Heat siedemnastokrotnie występowali w fazie playoff, będąc dziesięciokrotnie mistrzami dywizji, czterokrotnie mistrzami Konferencji Wschodniej i trzykrotnie mistrzami ligi, pokonując Dallas Mavericks 4–2 w sezonie 2005-06, Oklahoma City Thunder 4–1 w sezonie 2011-12 i San Antonio Spurs 4-3 w sezonie 2012-13. Według magazynu Forbes wartość zespołu w 2010 roku wynosiła 425 milionów dolarów.

## Historia
W ostatnich sezonach w Miami zaszły duże zmiany, odeszło kilku podstawowych graczy – przede wszystkim jeden z jego najmocniejszych punktów – center Shaquille O’Neal (do Phoenix Suns) oraz Alonzo Mourning, Antoine Walker, Gary Payton, James Posey, Jason Williams i Jason Kapono. Klub w zamian pozyskał Shawna Mariona oraz Marcusa Banksa, przybył także center Jamaal Magloire.
Sezon 2007/2008 był dla klubu najsłabszym od prawie dwudziestu lat. Heat zakończyli go z bilansem 15-67 i zostali najgorszą drużyną w lidze. Po tym sezonie z funkcji trenera zrezygnował Pat Riley, a jego miejsce zajął Erik Spoelstra. Pat Riley pozostał jednak w klubie i pełni funkcję generalnego menadżera. W związku ze słabym wynikiem w sezonie 2007/2008, klubowi przypadł wysoki – drugi – numer w drafcie NBA, z którym wybrany został skrzydłowy Michael Beasley. W lutym 2009, klub postanowił wymienić pozyskanych rok wcześniej z Phoenix Shawna Mariona i Marcusa Banksa na Jermaine’a O’Neala i Jamario Moona. W sezonie 2008/2009 klub jeszcze przed zakończeniem rozgrywek zdołał zapewnić sobie awans do play-off. W skróconym przez lockuout sezonie zasadniczym 2011/2012 Miami Heat z wynikiem 46-20 zajęło drugie miejsce w konferencji wschodniej i awansowało do fazy play-off. W pierwszej rundzie Miami pokonało New York Knicks 4-1. W półfinałach konferencji pokonali zespół Indiana Pacers 4-2. W finale konferencji zmierzyli się z ekipą Boston Celtics, którą pokonali 4-3, awansując tym samym do finału NBA. Tam czekała na nich ekipa Oklahoma City Thunder, Heat byli jednak nie do zatrzymania, wygrali serię 4-1, a LeBron James został wybrany MVP finałów.
Przed sezonem 2012/2013 kontrakt z klubem podpisał Ray Allen. W tym sezonie Heat wygrali 27 meczów z rzędu, co stanowi drugą co do długości serię zwycięstw w historii NBA (dłuższa była tylko seria 33 zwycięstw Los Angeles Lakers). Seria została rozpoczęta 3 lutego zwycięstwem nad Toronto Raptors, a zakończona 27 marca porażką z Chicago Bulls. Sezon zasadniczy zakończyli z bilansem 66-16, najlepszym w lidze, notując najwięcej zwycięstw w sezonie i najwięcej wygranych we własnej hali (37) w historii klubu. W fazie play-off Miami pokonało 4-0 Milwaukee Bucks, a następnie 4-1 Chicago Bulls. W finale konferencji wygrali z Indiana Pacers 4-3. W finale NBA wygrali 4-3 z San Antonio Spurs. MVP finałów został ponownie LeBron James. W 2020 po raz szósty w historii klubu wystąpili w finałach NBA, gdzie przegrali z Los Angeles Lakers 4-2. Po 3 latach w 2023 roku Heat po raz 7 awansowali do finałów NBA, ale przegrali serię 4-1 z Denver Nuggets.

## Zawodnicy

### Kadra w sezonie 2022/2023
Stan na 30 kwietnia 2023.
| Nr | Poz. | Nar.              | Nazwisko i imię    | Data urodzenia | Wzrost | Masa ciała |
| -- | ---- | ----------------- | ------------------ | -------------- | ------ | ---------- |
| 13 | C/F  | Stany Zjednoczone | Adebayo, Bam       | 1997-07-18     | 206 cm | 116 kg     |
| 22 | F    | Stany Zjednoczone | Butler, Jimmy      | 1989-09-14     | 201 cm | 104 kg     |
| 8  | F    | Stany Zjednoczone | Cain, Jamal        | 1999-03-20     | 198 cm | 87 kg      |
| 40 | F    | Stany Zjednoczone | Haslem, Udonis     | 1980-06-09     | 203 cm | 107 kg     |
| 14 | G    | Stany Zjednoczone | Herro, Tyler       | 2000-01-20     | 196 cm | 88 kg      |
| 24 | F    | Stany Zjednoczone | Highsmith, Haywood | 1996-12-09     | 193 cm | 100 kg     |
| 5  | F    | Serbia            | Jović, Nikola      | 2003-06-09     | 208 cm | 93 kg      |
| 42 | F    | Stany Zjednoczone | Love, Kevin        | 1988-09-07     | 203 cm | 114 kg     |
| 7  | G    | Stany Zjednoczone | Lowry, Kyle        | 1986-03-25     | 183 cm | 89 kg      |
| 16 | F    | Stany Zjednoczone | Martin, Caleb      | 1995-09-28     | 196 cm | 93 kg      |
| 4  | G    | Stany Zjednoczone | Oladipo, Victor    | 1992-05-04     | 193 cm | 97 kg      |
| 55 | F    | Stany Zjednoczone | Robinson, Duncan   | 1994-04-22     | 201 cm | 98 kg      |
| 25 | C/F  | Stany Zjednoczone | Robinson, Orlando  | 2000-07-10     | 208 cm | 107 kg     |
| 31 | G/F  | Stany Zjednoczone | Strus, Max         | 1996-03-28     | 196 cm | 98 kg      |
| 2  | G    | Stany Zjednoczone | Vincent, Gabe      | 1996-06-14     | 191 cm | 91 kg      |
| 77 | C    | Turcja            | Yurtseven, Ömer    | 1998-06-19     | 213 cm | 125 kg     |
| 44 | C    | Stany Zjednoczone | Zeller, Cody       | 1992-10-05     | 211 cm | 109 kg     |

Trener:  Erik Spoelstra
 Asystenci: Chris Quinn • Malik Allen • Caron Butler • Anthony Carter • Octavio De La Grana • Eric Glass

## Trenerzy
| Trener         | Sezony      |
| -------------- | ----------- |
| Ron Rothstein  | 1988 – 1991 |
| Kevin Loughery | 1991 – 1995 |
| Alvin Gentry   | 1995        |
| Pat Riley      | 1995 – 2003 |
| Stan Van Gundy | 2003 – 2005 |
| Pat Riley      | 2005 – 2008 |
| Erik Spoelstra | od 2008     |

## Zastrzeżone numery
W 2003 Heat, nie mając jeszcze żadnego zastrzeżonego numeru, zdecydowali się na bardzo nietypowy krok i zastrzegli numer 23 w podziękowaniu za zasługi Michaela Jordana, który nigdy nie grał w klubie z Miami. 30 marca 2009 zastrzeżony został numer Alonzo Mourninga
- 1 – Chris Bosh
- 3 – Dwyane Wade
- 10 – Tim Hardaway
- 23 – Michael Jordan (Chicago Bulls, Washington Wizards)
- 32 – Shaquille O’Neal
- 33 – Alonzo Mourning

W sezonie 2005-2006 Miami Heat dodatkowo uhonorowali numer Dana Marino za jego zasługi dla klubu ligi NFL – Miami Dolphins. Numer ten nie został jednak zastrzeżony i w sezonie 2010-2011 w barwach Heat grał z nim Mike Miller.
- 13 – Dan Marino (były futbolista Miami Dolphins)

## Członkowie Koszykarskiej Galerii Sław
| Miami Heat Hall of Famers |         |                          |            |
| Wybrany                   | Pozycja | Okres spędzony w zespole | Rok wyboru |
| Pat Riley                 | Trener  | 1995–2003, 2005–2008     | 2008       |
| Gary Payton               | PG      | 2005–2007                | 2013       |
| Alonzo Mourning           | C       | 1995–2002, 2005–2008     | 2014       |

## Nagrody i wyróżnienia

### Sezon
MVP sezonu
- LeBron James – 2012, 2013

MVP Finałów
- Dwyane Wade – 2006
- LeBron James – 2012, 2013

Obrońca Roku
- Alonzo Mourning – 1999, 2000

Największy postęp
- Rony Seikaly – 1990
- Isaac Austin – 1997

Trener Roku
- Pat Riley – 1997

Menedżer Roku
- Pat Riley – 2011

J. Walter Kennedy Citizenship Award
- P.J. Brown – 1997
- Alonzo Mourning – 2002

I skład NBA
- Tim Hardaway – 1997
- Alonzo Mourning – 1999
- Shaquille O’Neal – 2005, 2006
- Dwyane Wade – 2009, 2010
- LeBron James – 2011–2014

II skład NBA
- Tim Hardaway – 1998, 1999
- Alonzo Mourning – 2000
- Dwyane Wade – 2005, 2006, 2011

III skład NBA
- Dwyane Wade – 2007, 2012, 2013
- Jimmy Butler – 2020

I skład defensywny NBA
- Alonzo Mourning – 1999, 2000
- LeBron James – 2011–2013

II skład defensywny NBA
- P.J. Brown – 1997, 1999
- Bruce Bowen – 2001
- Dwyane Wade – 2005, 2009,2010
- LeBron James – 2014
- Hassan Whiteside – 2016
- Bam Adebayo – 2020

I skład debiutantów NBA
- Sherman Douglas – 1990
- Steve Smith – 1992
- Caron Butler – 2003
- Dwyane Wade – 2004
- Michael Beasley – 2009
- Kendrick Nunn – 2020

II skład debiutantów NBA
- Kevin Edwards – 1989
- Glen Rice – 1990
- Willie Burton – 1991
- Udonis Haslem – 2004
- Mario Chalmers – 2009
- Justise Winslow – 2016
- Tyler Herro – 2020

### All-Star Weekend
Nominowani do meczu gwiazd
- Goran Dragić – 2018
- Dwyane Wade – 2005–2016
- Alonzo Mourning – 1996, 1997, 2000-2002
- LeBron James – 2011-2014
- Chris Bosh – 2011–2016
- Shaquille O’Neal – 2005–2007
- Tim Hardaway – 1997, 1998
- Anthony Mason – 2001

Trenerzy All-Star
- Stan Van Gundy – 2005
- Erik Spoelstra – 2013

Uczestnicy Rookie Challenge
- Khalid Reeves – 1995
- Kurt Thomas – 1996
- Caron Butler – 2003
- Udonis Haslem – 2004–2005
- Dwyane Wade – 2004–2005
- Luther Head – 2006
- Michael Beasley – 2009–2010
- Norris Cole – 2012

MVP meczu gwiazd
- Dwyane Wade – 2010

Zwycięzcy konkursu rzutów za 3 punkty
- Glen Rice – 1995
- Jason Kapono – 2007
- Daequan Cook – 2009
- James Jones – 2011

Zwycięzcy konkursu wsadów
- Harold Miner – 1993, 1995

Zwycięzcy Skills Challenge
- Dwyane Wade – 2006–2007

Zwycięzcy konkursu Shooting Stars
- Chris Bosh – 2013–2015

## Statystyczni liderzy NBA
Liderzy strzelców
- Dwyane Wade – 2009

Liderzy w blokach
- Hassan Whiteside – 2016
- Alonzo Mourning – 1999, 2000

Liderzy w skuteczności rzutów z gry
- Shaquille O’Neal – 2005, 2006

Liderzy w skuteczności rzutów za 3 punkty
- Jon Sundvold – 1989
- Jason Kapono – 2007

## Statystyczni liderzy klubu
| Kategoria                      | Zawodnik         | Statystyka        |
| ------------------------------ | ---------------- | ----------------- |
| Gry                            | Dwyane Wade      | 701               |
| Punkty                         | Dwyane Wade      | 17 127            |
| Zbiórki                        | Udonis Haslem    | 5 230             |
| Asysty                         | Dwyane Wade      | 4 217             |
| Przechwyty                     | Dwyane Wade      | 1 240             |
| Bloki                          | Alonzo Mourning  | 1 625             |
| Rzuty z gry                    | Dwyane Wade      | 6 137             |
| Skuteczność rzutów z gry       | Shaquille O’Neal | 59,6%             |
| Rzuty za 3 punkty              | Tim Hardaway     | 806               |
| Skuteczność rzutów za 3 punkty | Jason Kapono     | 49%               |
| Rzuty wolne                    | Dwyane Wade      | 4 503             |
| Skuteczność rzutów wolnych     | Ray Allen        | 89,4%             |
| Średnia punktów                | LeBron James     | 26,7              |
| Średnia zbiórek                | Rony Seikaly     | 10,4              |
| Średnia asyst                  | Sherman Douglas  | 7,9               |
| Średnia przechwytów            | Dwyane Wade      | 1,8               |
| Średnia bloków                 | Alonzo Mourning  | 2,7               |
| Triple Doubles                 | LeBron James     | 13 (5 w playoffs) |
| Faule                          | Alonzo Mourning  | 1 960             |
| Straty                         | Dwyane Wade      | 2 418             |

| Kategoria           | Zawodnik         | Statystyka | Sezon               |
| ------------------- | ---------------- | ---------- | ------------------- |
| Minuty              | Anthony Mason    | 3 254      | 2000–2001           |
| Średnia punktów     | Dwyane Wade      | 30,2       | 2008–2009           |
| Średnia zbiórek     | Rony Seikaly     | 11,8       | 1991–1992           |
| Średnia asyst       | Tim Hardaway     | 8,6        | 1996–1997           |
| Średnia przechwytów | Dwyane Wade      | 2,2        | 2008–2009           |
| Średnia bloków      | Alonzo Mourning  | 3,9        | 1998–1999           |
| Triple Doubles      | LeBron James     | 4          | 2010–2011 2012–2013 |
| Punkty              | Dwyane Wade      | 2 386      | 2008–2009           |
| Zbiórki             | Rony Seikaly     | 934        | 1991–1992           |
| Asysty              | Tim Hardaway     | 695        | 1996–1997           |
| Przechwyty          | Dwyane Wade      | 173        | 2008–2009           |
| Bloki               | Alonzo Mourning  | 294        | 1999–2000           |
| Rzuty z gry         | Dwyane Wade      | 854        | 2008–2009           |
| Skuteczność z gry   | Shaquille O’Neal | 60,1%      | 2004–2005           |
| Rzuty za 3 punkty   | Damon Jones      | 225        | 2004–2005           |
| Skuteczność za 3    | Jon Sundvold     | 52,2%      | 1988–1989           |
| Rzuty wolne         | Dwyane Wade      | 629        | 2005–2006           |
| Skuteczność wolnych | Ray Allen        | 88,6%      | 2012–2013           |
| Faule               | Grant Long       | 337        | 1988–1989           |
| Straty              | Dwyane Wade      | 321        | 2004–2005           |

| Kategoria         | Zawodnik                  | Statystyka | Data                             |
| ----------------- | ------------------------- | ---------- | -------------------------------- |
| Punkty            | LeBron James              | 61         | 3 marca 2014                     |
| Minuty            | Glen Rice                 | 59         | 20 listopada 1992                |
| Zbiórki           | Rony Seikaly              | 34         | 3 marca 1993                     |
| Asysty            | Tim Hardaway              | 19         | 19 kwietnia 1996                 |
| Przechwyty        | Mario Chalmers            | 9          | 5 listopada 2008                 |
| Bloki             | Hassan Whiteside          | 12         | 25 stycznia 2015                 |
| Celne rzuty z gry | LeBron James              | 22         | 3 marca 2014                     |
| Rzuty za 3 punkty | Brian Shaw Mario Chalmers | 10         | 8 kwietnia 1993 12 stycznia 2013 |
| Rzuty wolne       | Dwyane Wade               | 23         | 1 lutego 2007                    |
| Straty            | Dwyane Wade               | 12         | 1 lutego 2007                    |

| Kategoria         | Zawodnik         | Statystyka | Data             |
| ----------------- | ---------------- | ---------- | ---------------- |
| Punkty            | LeBron James     | 49         | 12 maja 2014     |
| Minuty            | LeBron James     | 50:17      | 9 maja 2011      |
| Zbiórki           | Shaquille O’Neal | 20         | 4 maja 2006      |
| Asysty            | Dwyane Wade      | 15         | 10 maja 2005     |
| Przechwyty        | LeBron James     | 6          | 15 maja 2012     |
| Bloki             | Alonzo Mourning  | 9          | 22 kwietnia 2000 |
| Celne rzuty z gry | LeBron James     | 19         | 7 czerwca 2012   |
| Rzuty za 3 punkty | Mike Miller      | 7          | 21 czerwca 2012  |
| Rzuty wolne       | Dwyane Wade      | 21         | 18 czerwca 2006  |
| Straty            | Dwyane Wade      | 9          | 26 maja 2011     |

## Hala
- Miami Arena (1988-1999)
- American Airlines Arena (1999-)

## Sukcesy
| Tytuł              | Liczba | Rok |
| ------------------ | ------ | --- |
| Mistrz NBA         | 3      | 2006, 2012, 2013 |
| Mistrz Konferencji | 7      | 2006, 2011, 2012, 2013, 2014, 2020, 2023 |
| Mistrz dywizji     | 16     | 1997, 1998, 1999, 2000, 2005, 2006, 2007, 2011, 2012, 2013, 2014, 2016, 2018, 2020, 2022, 2023                                                             |
| Występy w play-off | 25     | 1992, 1994, 1996, 1997, 1998, 1999, 2000, 2001, 2004, 2005, 2006, 2007, 2009, 2010, 2011, 2012, 2013, 2014, 2016, 2018, 2020, 2021, 2022, 2023, 2024, 2025 |
| Występy w play-in  | 3      | 2023, 2024, 2025 |

## Poszczególne sezony
Na podstawie:. Stan na koniec sezonu 2024/25
| Sezon      | Liga | Konferencja | Poz. w konf. | Dywizja   | Poz. w dyw. | Sezon regularny | Sezon regularny | Playoffs |
| Sezon      | Liga | Konferencja | Poz. w konf. | Dywizja   | Poz. w dyw. | Wyg.            | Por.            | Playoffs |
| ---------- | ---- | ----------- | ------------ | --------- | ----------- | --------------- | --------------- | --- |
| Miami Heat |      |             |              |           |             |                 |                 | |
| 1988/89    | NBA  | Zachodnia   | 13           | Midwest   | 6           | 15              | 67              | |
| 1989/90    | NBA  | Wschodnia   | 11           | Atlantic  | 5           | 18              | 64              | |
| 1990/91    | NBA  | Wschodnia   | 13           | Atlantic  | 7           | 24              | 58              | |
| 1991/92    | NBA  | Wschodnia   | 8            | Atlantic  | 4           | 38              | 44              | Porażka w 1. rundzie z Chicago Bulls (0-3) |
| 1992/93    | NBA  | Wschodnia   | 11           | Atlantic  | 5           | 36              | 46              | |
| 1993/94    | NBA  | Wschodnia   | 8            | Atlantic  | 4           | 42              | 40              | Porażka w 1. rundzie z Atlanta Hawks (2-3) |
| 1994/95    | NBA  | Wschodnia   | 11           | Atlantic  | 4           | 32              | 50              | |
| 1995/96    | NBA  | Wschodnia   | 8            | Atlantic  | 3           | 42              | 40              | Porażka w 1. rundzie z Chicago Bulls (0-3) |
| 1996/97    | NBA  | Wschodnia   | 2            | Atlantic  | 1           | 61              | 21              | Wygrana w 1. rundzie z Orlando Magic (3-2) Wygrana w półfinale Konf. z New York Knicks (4-3) Porażka w finale Konf. z Chicago Bulls (1-4) |
| 1997/98    | NBA  | Wschodnia   | 2            | Atlantic  | 1           | 55              | 27              | Porażka w 1. rundzie z New York Knicks (2-3) |
| 1998/99    | NBA  | Wschodnia   | 1            | Atlantic  | 1           | 33              | 17              | Porażka w 1. rundzie z New York Knicks (2-3) |
| 1999/00    | NBA  | Wschodnia   | 2            | Atlantic  | 1           | 52              | 30              | Wygrana w 1. rundzie z Detroit Pistons (3-0) Porażka w półfinale Konf. z New York Knicks (3-4) |
| 2000/01    | NBA  | Wschodnia   | 3            | Atlantic  | 2           | 50              | 32              | Porażka w 1. rundzie z Charlotte Hornets (0-3) |
| 2001/02    | NBA  | Wschodnia   | 11           | Atlantic  | 6           | 36              | 46              | |
| 2002/03    | NBA  | Wschodnia   | 13           | Atlantic  | 7           | 25              | 57              | |
| 2003/04    | NBA  | Wschodnia   | 4            | Atlantic  | 2           | 42              | 40              | Wygrana w 1. rundzie z Charlotte Hornets (4-3) Porażka w półfinale Konf. z Indiana Pacers (2-4) |
| 2004/05    | NBA  | Wschodnia   | 1            | Southeast | 1           | 59              | 23              | Wygrana w 1. rundzie z New Jersey Nets (4-0) Wygrana w półfinale Konf. z Washington Wizards (4-0) Porażka w finale Konf. z Detroit Pistons (3-4) |
| 2005/06    | NBA  | Wschodnia   | 2            | Southeast | 1           | 52              | 30              | Wygrana w 1. rundzie z Chicago Bulls (4-2) Wygrana w półfinale Konf. z New Jersey Nets (4-1) Wygrana w finale Konf. z Detroit Pistons (4-2) Wygrana w finale NBA z Dallas Mavericks (4-2) |
| 2006/07    | NBA  | Wschodnia   | 4            | Southeast | 1           | 44              | 38              | Porażka w 1. rundzie z Chicago Bulls (0-4) |
| 2007/08    | NBA  | Wschodnia   | 15           | Southeast | 5           | 15              | 67              | |
| 2008/09    | NBA  | Wschodnia   | 5            | Southeast | 3           | 43              | 39              | Porażka w 1. rundzie z Atlanta Hawks (3-4) |
| 2009/10    | NBA  | Wschodnia   | 5            | Southeast | 3           | 47              | 35              | Porażka w 1. rundzie z Boston Celtics (1-4) |
| 2010/11    | NBA  | Wschodnia   | 2            | Southeast | 1           | 58              | 24              | Wygrana w 1. rundzie z Philadelphia 76ers (4-1) Wygrana w półfinale Konf. z Boston Celtics (4-1) Wygrana w finale Konf. z Chicago Bulls (4-1) Porażka w finale NBA z Dallas Mavericks (2-4)                                                                                                  |
| 2011/12    | NBA  | Wschodnia   | 2            | Southeast | 1           | 46              | 20              | Wygrana w 1. rundzie z New York Knicks (4-1) Wygrana w półfinale Konf. z Indiana Pacers (4-2) Wygrana w finale Konf. z Boston Celtics (4-3) Wygrana w finale NBA z Oklahoma City Thunder (4-1)                                                                                               |
| 2012/13    | NBA  | Wschodnia   | 1            | Southeast | 1           | 66              | 16              | Wygrana w 1. rundzie z Milwaukee Bucks (4-0) Wygrana w półfinale Konf. z Chicago Bulls (4-1) Wygrana w finale Konf. z Indiana Pacers (4-3) Wygrana w finale NBA z San Antonio Spurs (4-3) |
| 2013/14    | NBA  | Wschodnia   | 2            | Southeast | 1           | 54              | 28              | Wygrana w 1. rundzie z Charlotte Bobcats (4-0) Wygrana w półfinale Konf. z Brooklyn Nets (4-1) Wygrana w finale Konf. z Indiana Pacers (4-2) Porażka w finale NBA z San Antonio Spurs (1-4)                                                                                                  |
| 2014/15    | NBA  | Wschodnia   | 10           | Southeast | 3           | 37              | 45              | |
| 2015/16    | NBA  | Wschodnia   | 3            | Southeast | 1           | 48              | 34              | Wygrana w 1. rundzie z Charlotte Hornets (4-3) Porażka w półfinale Konf. z Toronto Raptors (3-4) |
| 2016/17    | NBA  | Wschodnia   | 9            | Southeast | 3           | 41              | 41              | |
| 2017/18    | NBA  | Wschodnia   | 6            | Southeast | 1           | 44              | 38              | Porażka w 1. rundzie z Philadelphia 76ers (1-4) |
| 2018/19    | NBA  | Wschodnia   | 10           | Southeast | 3           | 39              | 43              | |
| 2019/20    | NBA  | Wschodnia   | 5            | Southeast | 1           | 44              | 29              | Wygrana w 1. rundzie z Indiana Pacers (4-0) Wygrana w półfinale Konf. z Milwaukee Bucks (4-1) Wygrana w finale Konf. z Boston Celtics (4-2) Porażka w finale NBA z Los Angeles Lakers (2-4)                                                                                                  |
| 2020/21    | NBA  | Wschodnia   | 6            | Southeast | 2           | 40              | 32              | Porażka w 1. rundzie z Milwaukee Bucks (0-4) |
| 2021/22    | NBA  | Wschodnia   | 1            | Southeast | 1           | 53              | 29              | Wygrana w 1. rundzie z Atlanta Hawks (4-1) Wygrana w półfinale Konf. z Philadelphia 76ers (3-4) Porażka w Finale Konf. z Boston Celtics (3-4) |
| 2022/23    | NBA  | Wschodnia   | 7 / 8        | Southeast | 1           | 44              | 38              | Play in Porażka w meczu 7-8 o 7 w playoff z Atlanta Hawks Wygrana o 8 w playoff z Chicago Bulls Play-off Wygrana w 1. rundzie z Milwaukee Bucks (4-1) Wygrana w pół. Konf. z New York Knicks (4-2) Wygrana w finale Konf. z Boston Celtics (4-3) Porażka w finale NBA z Denver Nuggets (1-4) |
| 2023/24    | NBA  | Wschodnia   | 8 / 8        | Southeast | 2           | 46              | 36              | Play in Porażka w meczu 7-8 o 7 w playoff z Philadelphia 76ers Wygrana o 8 w playoff z Chicago Bulls Play-off Porażka w 1. rundzie z Boston Celtics (1-4) |
| 2024/25    | NBA  | Wschodnia   | 10 / 8       | Southeast | 3           | 37              | 45              | Play in Wygrana w meczu 9-10 o 8 w playoff z Chicago Bulls Wygrana o 8 w playoff z Atlanta Hawks Play-off Porażka w 1. rundzie z Cleveland Cavaliers (0-4) |